# Egyházaskozár
Egyházaskozár é um município da Hungria, situado no condado de Baranya. Tem 24,31 km² de área e sua população em 2019 foi estimada em 717 habitantes.